# Увеа (Уоллис и Футуна)
Увеа (или Уоллис — (фр. Wallis)) — остров в Тихом океане являющийся частью заморской общины Франции Уоллис и Футуна. Расположен в 240 км от островов Футуна и Алофи и вместе с другими 22 островами составляет группу Уоллис.

## География
Увеа — полинезийский остров, расположенный примерно в половине пути с Фиджи на Самоа. Остров вытянут в меридиональном направлении (максимальная длина около 15 км). Площадь острова — 77,9 км². Увеа — низкий вулканический остров. Наивысшая точка — г. Лулу-Факахега (Lulu-Fakahega) высотой 151 м. Конусы кратеров потухших вулканов образуют холмы в центре и на юге острова (Лока, Афафа, Лулу Луо, Холо, Холога, Аталика и др.). Северная часть острова представляет собой равнину, залитую древними потоками лавы. Крайние точки: северная — побережье у деревни Ваилала, восточная — мыс Тепако, южная — мыс Фого’оне, западная — мыс Ваха’и’уту. Увеа окружён барьерным рифом, прорезанный четырьмя проходами, через главный из которых, Хоникулу, на юге, ведёт в фарватер в порт Мата-Уту, административный центр территории. Наибольшая ширина лагуны — 5 км. В течение суток наблюдается два полных прилива и отлива.

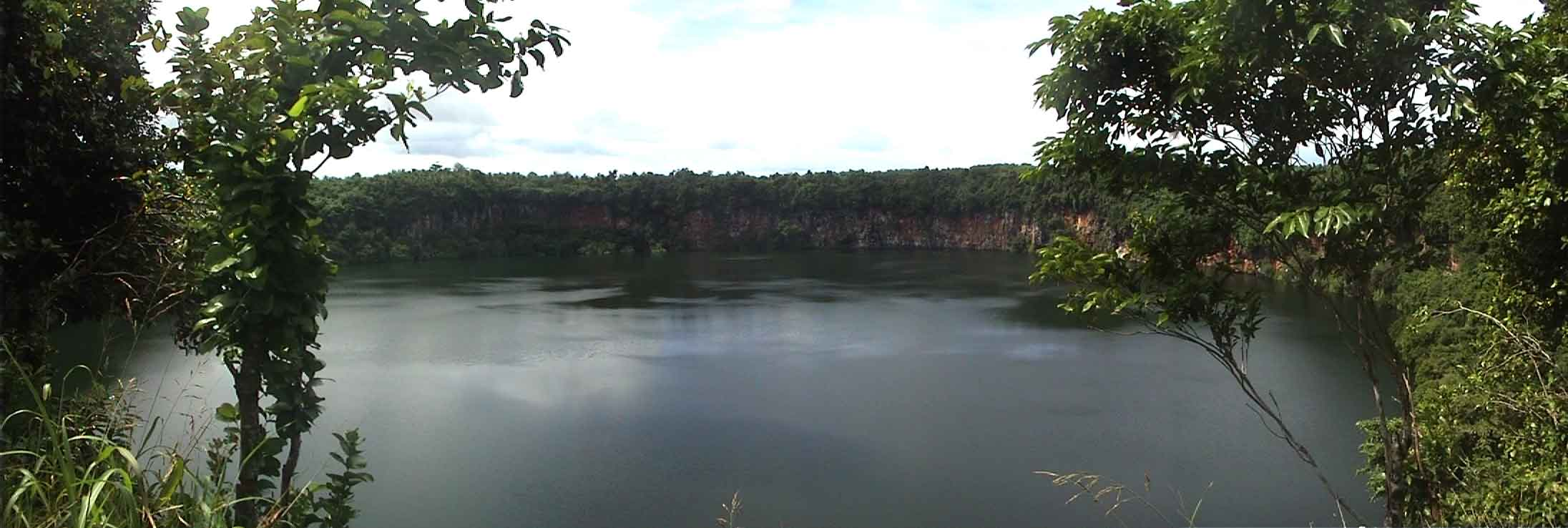
Озеро Лалолало

Увеа сложен оливиновыми базальтовыми лавами и пироклазами (кроме одного потухшего кратера и связанных с ним лавовых потоков, сложенных олигоклазовыми андезитами). Лавы острова принадлежат к группе щелочных лав Центрально-Тихоокеанских вулканов. Считается, что остров возник в середине плейстоцена (в результате объединения потоков лавы из 19 вулканических кратеров).
Гидрографическая сеть на острове развита слабо. Есть 7 крупных по местным меркам озёр (Лано (1,1 га), Лалолало (15,2 га), Ланумаха (0,8 га), Ланутаваке (4,6 га), Ланутули (2,2 га), Кикила, Алофиваи (1,3 га)). Все они, кроме Ланутоли, пресные и заполняют кратеры потухших вулканов (кроме Кикилы). Наибольшее озеро — Кикила(17,9 га). Кроме того, вдоль северного и восточного побережья расположено около 20 солёных озёр/болот. Многочисленны короткие ручьи и источники. Остров покрыт красноватыми латеритными почвами, богатыми оксидом железа и глиноземом, но бедными азотом и фосфором, а потому малоплодородными.

## История
Согласно этнографическим исследованиям 1988 года (находка керамики культуры лапита на юге о. Увеа) принято считать, что острова были заселены между 1000 и 1500 гг. до н. э.(предположительно около 1300 гг.). Возможно первое упоминание этого острова имеется в преданиях жителей Раротонги (он включался в длинный список островов завоеванных Таи-те-Арики, возможная дата события ок. 900 г. н. э.) В течение всей первой половины второго тысячелетия на Увеа господствовали тонганцы. Тонганцы создали своё королевство на Увеа к 1500 году. Легендарное гигантское каноэ Ломипеау было построено как дань вождю Тонга. Большое укрепление Талиетуму расположенное недалеко от современной деревни Мала’ефо’оу было последним укреплением тонгацев на острове перед их поражением. Его руины сейчас являются достопримечательностью.

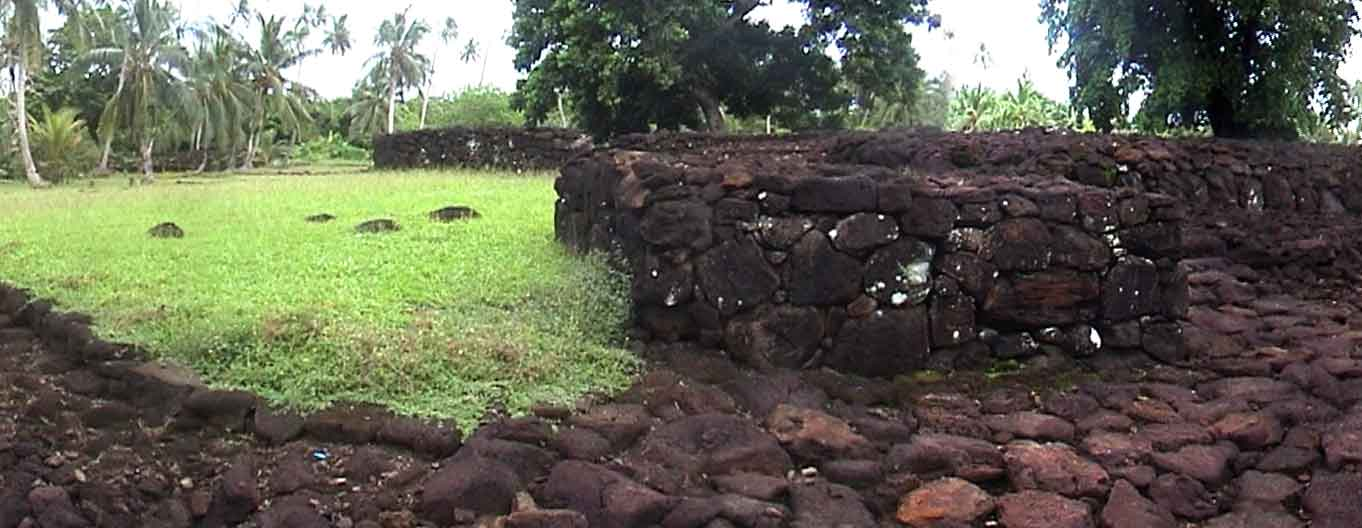
Руины укрепления Талиетуму

Острова Уоллис были открыты англичанином Самюэлем Уоллисом (в честь него острова и получили своё название), который 16 августа 1767 года на судне Dolphin становился на якорь перед островом. 21 апреля 1781 года на острове Увеа останавливался Франсиско Антонио Морелль и назвал его островом Утешения. В 1791 году сюда заходил английский капитан «Пандоры» Эдвард Эдвардс, искавший мятежный «Баунти». В дальнейшем на островах изредка останавливались различные суда до прибытия китобоев в 1828 году.

## Население
Согласно переписи 2008 года на острове проживало 9227 человек. Самым крупным населенным пунктом острова является Мата-Уту, где проживает 1124 человека. Всего на острове есть 21 населенный пункт. Большая часть населения представляет народ уоллис (увеа). Основные языки — уоллисский (увеанский) и французский. Основная религия — католицизм.

## Административное деление
Остров Увеа состоит из одного округа Увеа, который в свою очередь делится на три района:
| № | Район  | Название на французском языке | Площадь, км² | Население, чел. (2008) | Плотность, чел./км² | Административный центр, чел. (2008) | Число деревень |
| - | ------ | ----------------------------- | ------------ | ---------------------- | ------------------- | ----------------------------------- | -------------- |
| 1 | Хахаке | Hahake                        | 57           | 3748                   | 65,75               | Мата-Уту (1126)                     | 6              |
| 2 | Хихифо | Hihifo                        | 48           | 2197                   | 45,77               | Ваитупу (503)                       | 5              |
| 3 | Муа    | Mua                           | 54           | 3262                   | 60,41               | Мала’ефо’оу (224)                   | 10             |
|   | Всего  |                               | 159          | 9207                   | 57,91               |                                     | 21             |